# Dawnstar
Dawnstar er et indie-rockband fra Ungarn, Budapest . Bandets originale line-up inkluderer sangskriver Attila Wind (vokal / guitarer), Bálint Hamvas (bas) og Viktor Albert (trommer). Bandets lyd er generelt en blanding af flangende og let forvrængede guitarer, bankende bas og fortryllende keyboardmelodier. Dawnstar repræsenterer en blanding af psykedelisk medio 1960'erne, goth fra slutningen af 1970'erne, grunge fra midten af 1980'erne og indierock fra 1990'erne fra indiens musikscene i Budapest .

## Historie
Attila Wind, født til en engelsk far fra Sunderland og ungarsk mor fra Budapest, mødte Hamvas i midten af 1990'erne på Teleki Blanka Gymnasium i Budapest, Ungarn. I 1999 dannede de Ansellia, opkaldt efter den eponyme orkidé, som et duoprojekt og indspillede deres første demo, Eunomia . I 2000 komponerede Wind otte nye numre, som blev indspillet i Piliscsaba . Denne demo med titlen Vanity (dansk: Forfaengelighed) hjalp bandet med at rekruttere Albert, som var Hamvas klassekammerat på Budapest Business School . Efter flere koncerter i lokale klubber begyndte bandet i foråret 2001 at bruge navnet Dawnstar, som er en kombination af ″ dawn ″ og ″ star ″ som et alternativ til Morning Star eller Venus i stedet for Ansellia. De gav deres første koncert med dette nye navn den 13. december 2002 på Woodoo klubben i Csepel .  Den tidlige lyd af bandet var påvirket af grunge- revolutionen fra Seattle . Senere begyndte bandet imidlertid at blande deres lyd med mange forskellige musikgenrer som psykedelia, post-punk og garage rock . I 2002 indspillede Dawnstar deres tredje demo, Under Your Wings (dansk: Under Dine Vinger), i Pick-up Studios i Budapest. Resultatet var en blanding af flangende vers og forvrængede refræng, der etablerede bandets karakteristiske lyd.

### Pauser
Bandet var på pause fra 2003-05 på grund af de udenlandske studier af bandmedlemmerne. I 2003 fortsatte Attila Wind sine studier ved University of Trieste i Italien, mens Hamvas ved University of Padua i 2004.
Den 16. april 2005 optrådte Dawnstar på Ecofest (ungarsk: Ökofeszt), arrangeret for at fejre miljøvenlige ideer fra Védegylet .   En uge før showet rekrutterede Wind Mitropulos som en ekstra musiker til at spille keyboard. Endelig sluttede Anna Mitropulos sig til Dawnstar som et permanent medlem i slutningen af 2005.
I 2006 indspillede Dawnstar deres fjerde demo med titlen A Metrosexual's Confessions .
I 2006 spillede bandet tre shows på Erzsébetliget-teatret (ungarsk: Erzsébetligeti Színház) i Budapest. Før deres tredje show den 31. november 2006 blev bandmedlemmerne interviewet af Beatrices forsanger Feró Nagy . 
Den 30. marts 2007 optrådte Dawnstar på Budapest Fringe Festival . 

### Chaneg The World (Ændr verden)
Den 30. november 2007 udgav Dawnstar deres første EP, Change The World, inklusive tre sange: titelsporet Change The World, Scarlet og Don't Die A Martyr For Me . Bandet valgte Heaven Street Seven 's Zoltán Takács og László Philip som lydteknikere for pladen. Bandet tilbragte to dage med optagelsen i Abnormal Studios i november 2007.
Den 22. januar 2017 blev bandets sang med titlen Don't Die A Martyr For Me opført blandt antikrigssange på det italienske websted, Antiwar Songs. 
Den 6. juli 2009 spillede Dawnstar på Donaukanaltreiben Festival i Wien, Østrig .  Bandet blev set på communitywebstedet Myspace af Heidimarie Pyringer, der organiserede koncerten for bandet i den østrigske hovedstad.
Den 10. april 2010 spillede Dawnstar på Fringe Festival i Pécs, som blev valgt til den europæiske kulturhovedstad for samme år.  Næste år, den 1. april 2011, optrådte Dawnstar på Budapest Fringe Festival for tredje gang.   

### Saturnine Valentines
I 2012 begyndte Dawnstar at indspille deres første studiealbum i fuld længde med titlen Saturnine Valentines i Abnormal Studios i Budapest. Bandet hyrede Dávid Schram, der tidligere arbejdede på Shell Beachs This Is Desolation og FreshFabriks MORA, som mixer og mastering engineer for deres album. 
Den 19. maj 2013 uploadede Dawnstar tre sange (Love's Gonna Be Tender, In Heaven We Meet Again, Ophelia ) fra deres kommende studiealbum på YouTube  og SoundCloud  og tre måneder senere var den fulde plade tilgængelig på Bandcamp . 
I december 2013 blev Dawnstar med på JD Doyles ' Queer Music Heritage .  I samme måned blev Love's Gonna Be Tender sendt på OutRadio . 
Den 19. januar 2016 havde bandets første videoklip, In Heaven We Meet Again, premiere på Underground Magazin.  Videoen blev optaget i Üröm i december 2015 og blev instrueret af Wind. Videoen blev inspireret af Daniel Myrick og Eduardo Sánchez 's psykologiske gyserfilm Blair Witch Project .  
Den 12. februar 2016 spillede bandet et show på Szilvuplé Bár és Varieté i Budapest med tre gæstevokalister, herunder: Viktória Wind (født Bordács), Zsófia Toporczy (Plüssnapalm) og Viktóra Sereg. Dette var første gang, da gæstevokalist blev inviteret til at støtte bandet. 
Den 17. juni 2016 frigav Dawnstar deres anden video med titlen London Nights .  I videoen vandrer vinden i gaderne i London, Det Forenede Kongerige forbi nogle berømte seværdigheder som Tower Bridge og St. Paul's Cathedral . De andre bandmedlemmer, Albert og Hamvas, venter utålmodigt på, at Wind kommer til prøverummet. I slutningen af videoen ankommer Wind til prøverummet, og bandet begynder at spille sangen sammen. London-scenerne blev skudt den 13. juli 2013, mens resten af videoen blev filmet i Budapest, Ungarn den 22. maj 2016. 
Den 26. august 2016 debuterede bandet på Rádió Rock 95.8 med deres sang In Heaven We Meet Again . Et par dage senere, den 9. september 2016, blev en anden sang fra Saturnine Valentines, London Nights også sendt på radiostationen. 
Den 17. november 2017 spillede bandet et show med titlen Saturnine Nights på Szilvuplé i Budapest. 
Den 27. november 2016 blev bandet interviewet af Ádám Rédl på Rádió Rock 95.8 . I løbet af en times samtale blev 5 sange sendt på radiostationen inklusive Love's Gonna Be Tender, Ophelia, Almost Every Flame Will Fade Away og to tidligere spillede sange: In Heaven We Meet Again og London Nights .
Den 13. april 2017 sluttede Zsolt Szemenyei sig til Dawnstar som keyboardspiller.

## Bandmedlemmer
Nuværende line-up
- Viktor Albert – trommer (2001–)
- Bálint Hamvas – basguitar, vokal (2001–)
- Attila Wind – vokal, guitar (2001–)

| Tidligere medlemmer - Zsombor Havass – guitar (2006) - Anna Mitropulos – klaver (2005-2011) - Zsolt Szemenyei – klaver (2017) | Touring medlemmer - Nikolett Poór – cello - Viktória Wind (née Bordács) – vokal - Zsófia Toporczy – vokal - Viktória Sereg – vokal |

## Diskografi
Album
- Change The World (2007)
- Saturnine Valentines (2013)

Singler
- Love's Gonna Be Tender (2013)

## Videografi
Musikvideoer
- In Heaven We Meet Again (I himlen mødes vi igen) (2016) [26]
- London Nights (2016) [27]

## Eksterne links
- Dawnstar på Discogs
- Dawnstar på MusicBrainz
- Dawnstar (officiel hjemmeside)
- Dawnstar på YouTube
- Dawnstar Arkiveret 12. juli 2014 hos  Wayback Machine hos SoundCloud
- Dawnstar på Donaukanaltreiben Festival Arkiveret 6. juli 2011 hos  Wayback Machine